# مردمان قفقاز

گروه‌های نژادی ساکن قفقاز

مردمان قفقاز نامی ست که برای قومیت‌های ساکن در منطقه قفقاز به کار می‌رود. بجز اقوام قفقازی تبار اقوام دیگری مانند هندواروپایی زبانان و ترک زبانان در منطقه قفقاز زندگی می کنند. بیشتر از ۵۰ گروه قومی در این منطقه زندگی می‌کنند.

## قفقازی ها
کارتولی‌زبانان
- مردمان کارتولی
  - مردم گرجی
  - مردم سوان
  - مردم دچان
    - مردم مگرلی
    - مردم لاز

زبان‌های قفقازی شمال غربی
- مردم آبخاز
- مردم آبازین
- مردم چرکس
  - مردم آدیغی
  - مردم کاباردی
- مردم اوبیخ

زبان‌های ناخوداغستانی
- زبان‌های آوار آندی
  - مردم آوار
  - مردم آندی
- زبان‌های تسزی
  - مردم تسز
  - مردم هینوخ
  - مردم بزهتا
  - مردم هونزیب
  - مردم خوارشی
- زبان‌های لزگی
  - مردم آغول
  - مردم لزگی
  - مردم راتول
  - مردم تاباساری
  - مردم ساخوری
  - مردم اودی
  - مردم آرچی
- مردم دارگین
- مردم خینالیق
- مردم لاک
- مردم ناخ
  - مردم بات
  - مردم چچن
  - مردم اینگوش

## هندواروپایی زبانان
- ارمنیان
- اسلاوها:
  - روس‌ها، شامل کازاک‌ها، دوخوبور‌ها و مالاکان‌ها اوکراینی‌ها، بلغار ها
- هلنی‌تباران:
  - یونیان قفقاز، از جمله یونانیان مسیحی ترک زبان گرجستان یا اوروم‌ها
  - یونانیان پونتی
- ایرانی‌زبانان:
  - گیلک‌‌ها†
  - تالش‌ها
  - مازندرانی‌ها†
  - تات‌ها
  - دیگوری‌ها
  - کرد‌ها
  - ایزدیان
  - آسی‌ها
  - یهودیان کوهستان

† اگرچه این گروه هیچ ساکنی از لحاظ فیزیکی در هیچ کجای قفقاز ندارد اما آزمایش‌‌های ژنتیکی میل آنها را به جمعیت‌های‌ قفقازی ثابت کرده و نشان داده‌است که اجداد آنها از قفقاز سرچشمه گرفته‌اند.

## ترک زبانان
- آذربایجانی ها
- بالکارها
- قره‌چای‌ها
- ترکمن‌ها
- مسختی‌ها
- کومیک‌ها
- نوقایی‌ها

## مغول‌ها
- قالموق‌ها

## سامی‌ها
- آشوری‌ها

## نگارخانه

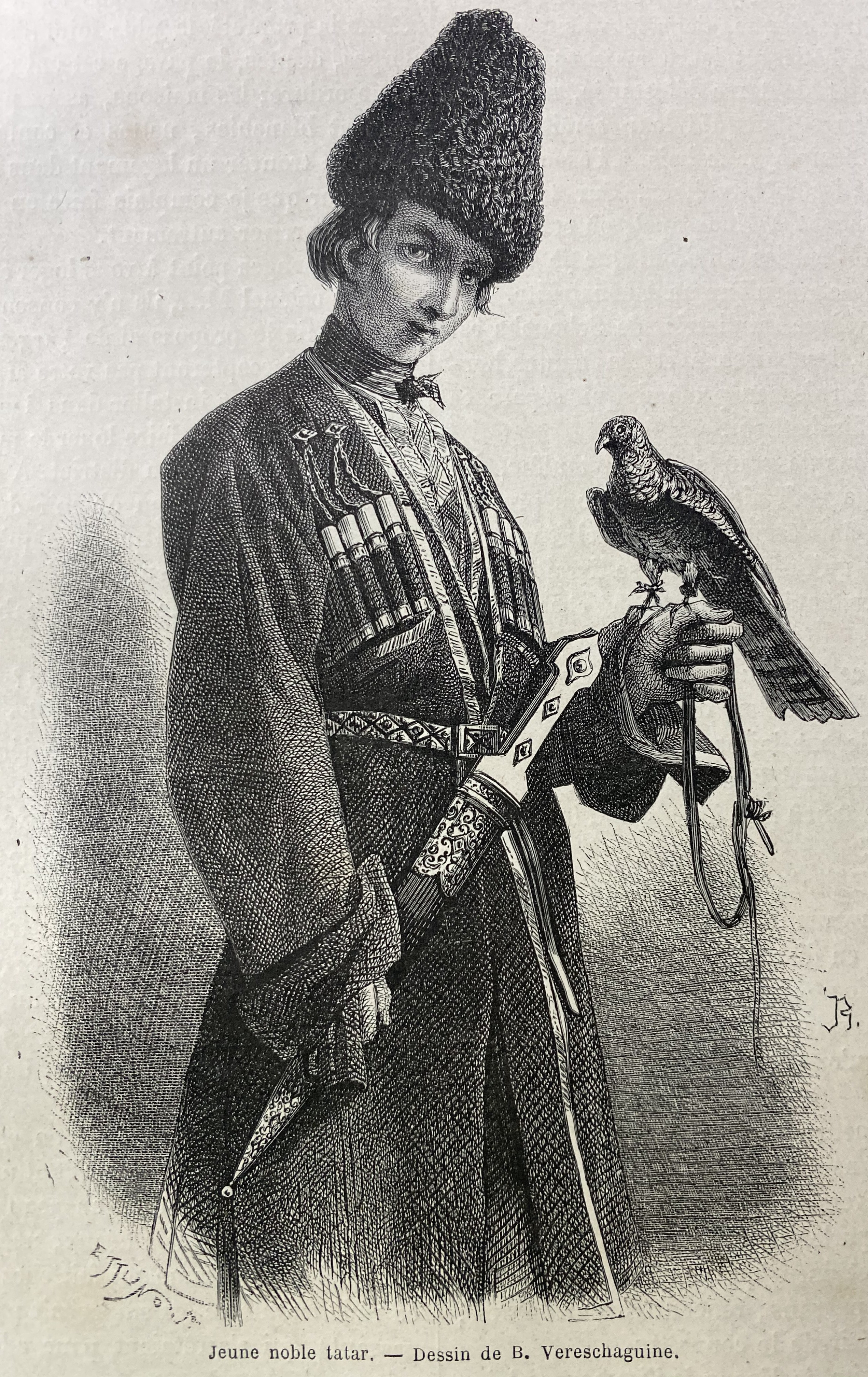
یک مرد آذربایجانی
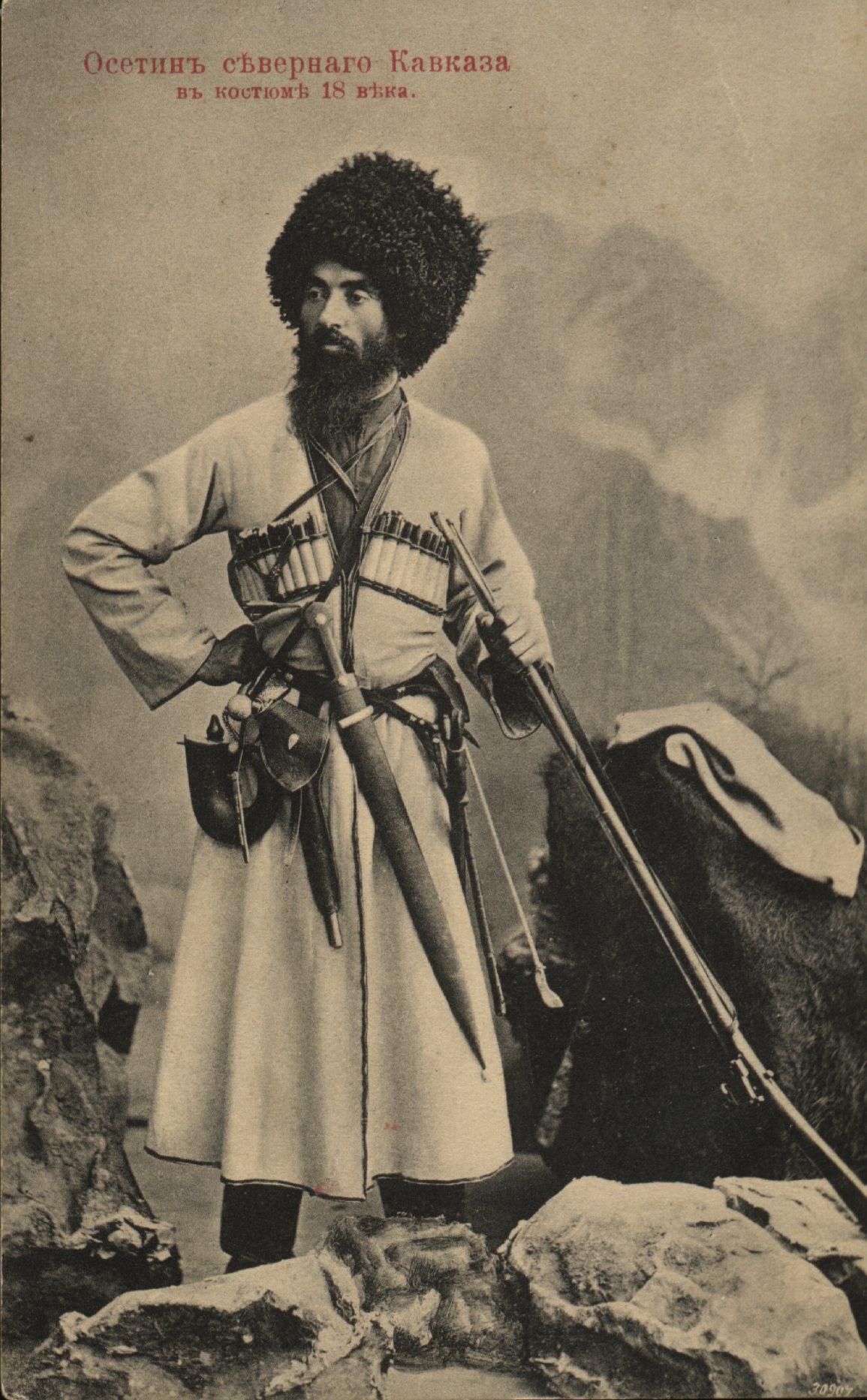
جنگجوی آسی
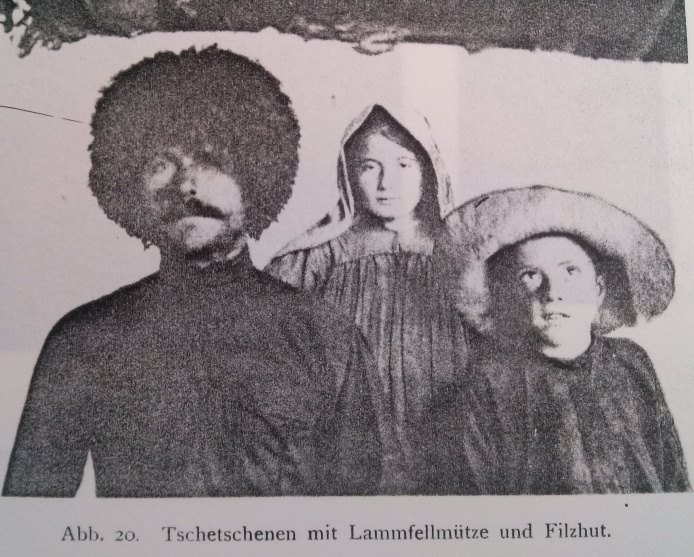
خانواده چچن در سال ۱۹۲۰
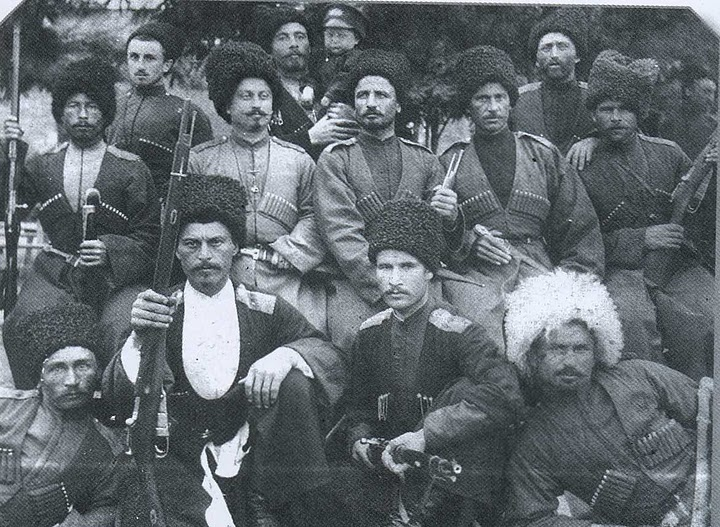
قزاق‌های ترک
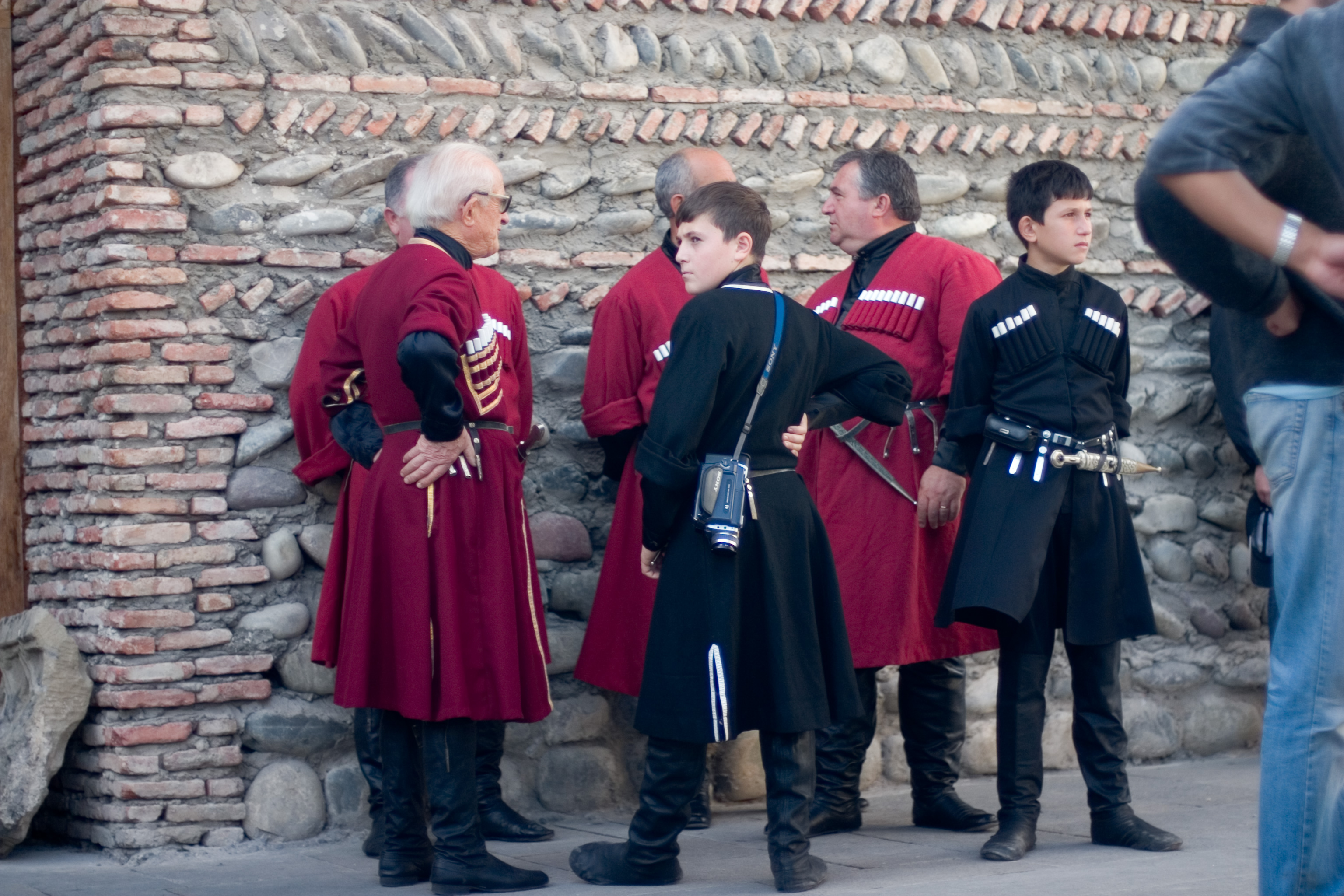
مردم گرجی
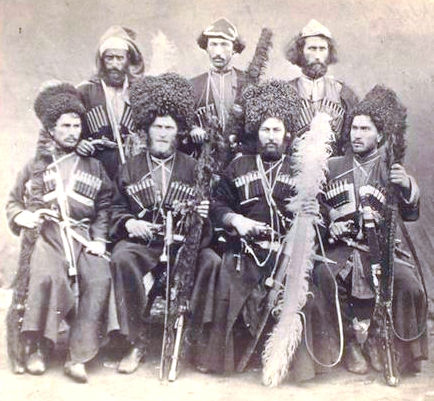
سامگرلویی‌ها، ۱۸۶۵
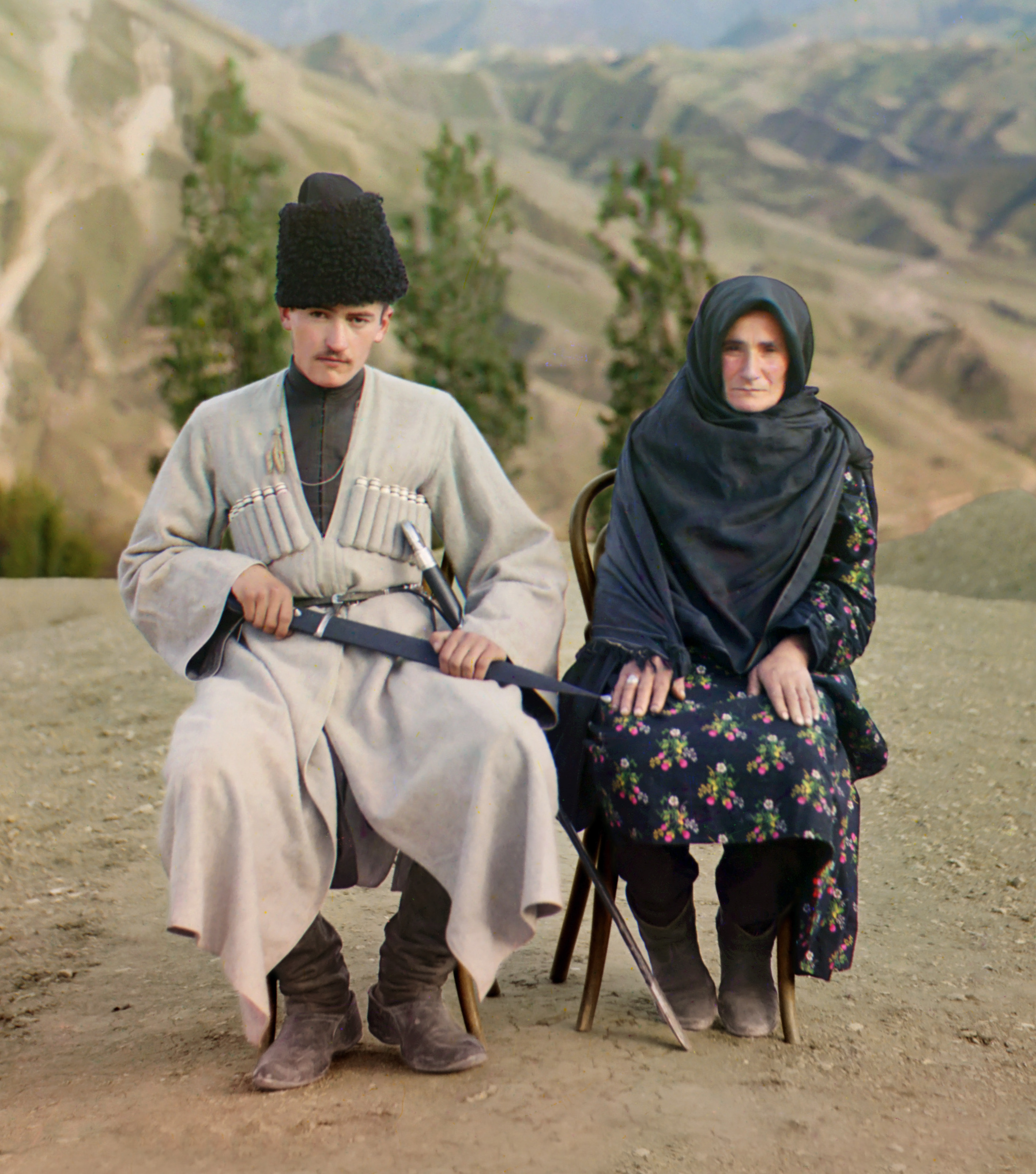
زن و مرد داغستانی (۱۹۰۴)
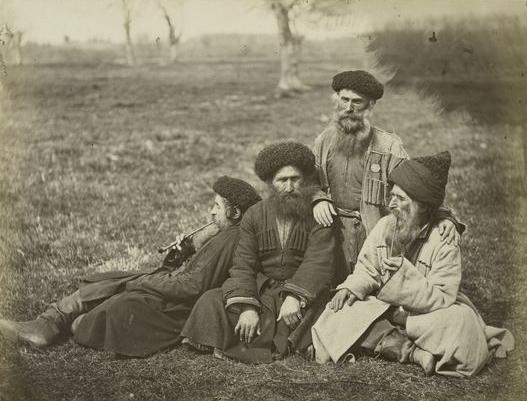
یهودیان کوهستان، حدود ۱۸۹۸
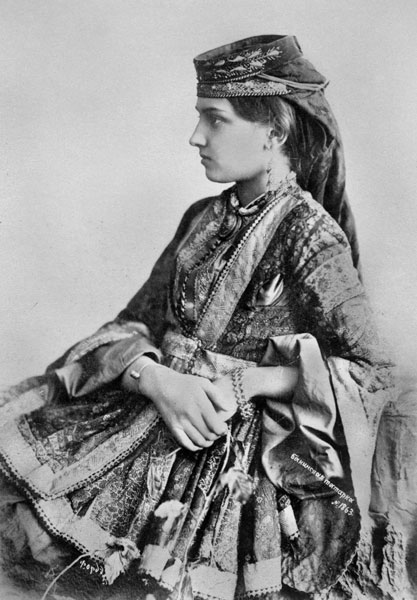
دختر آذربایجانی اهل باکو همراه با آراخچین، ۱۸۹۷. عکس از اف. اُردن
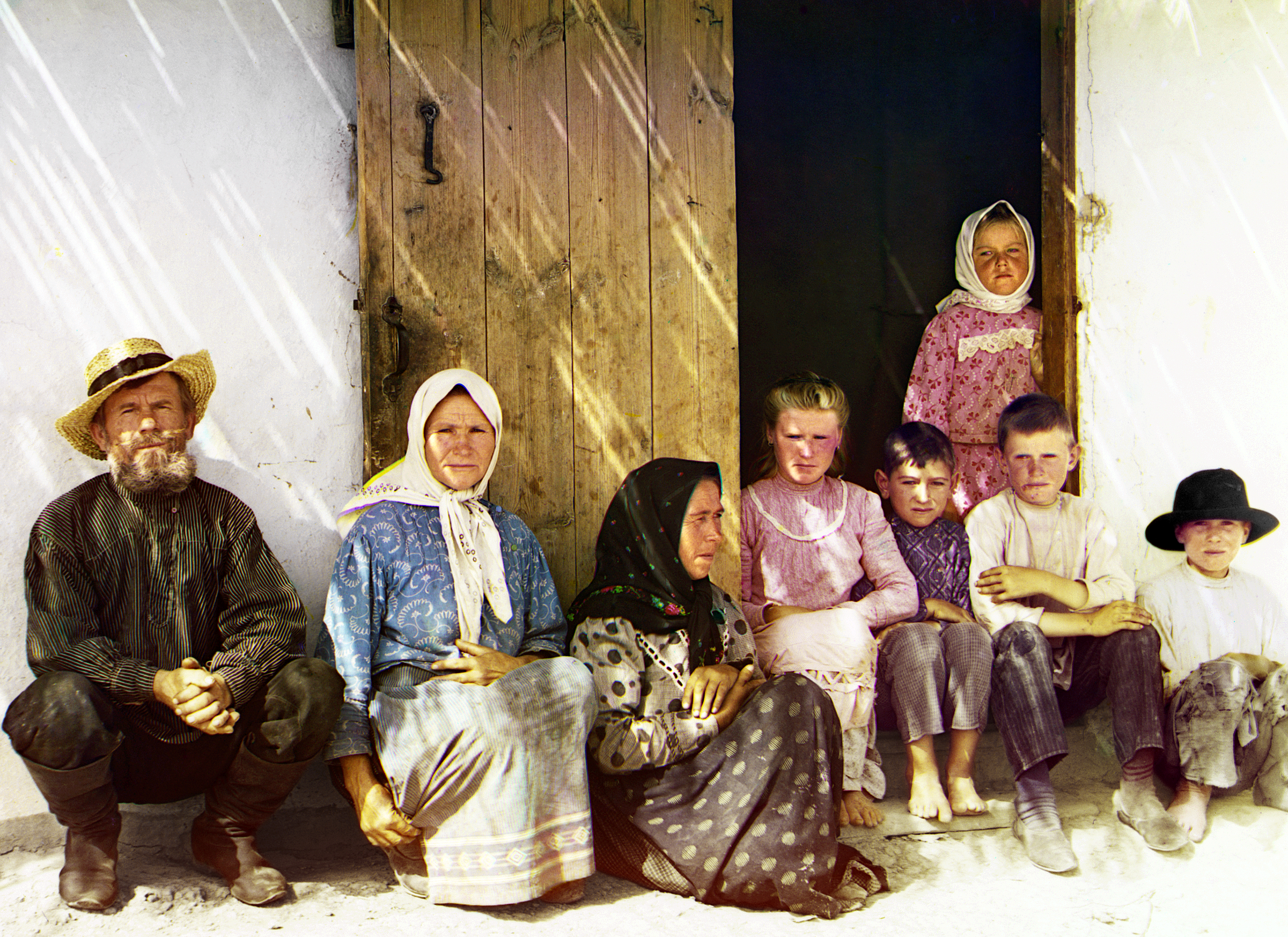
مهاجران روس در آذربایجان، حدود ۱۹۱۰
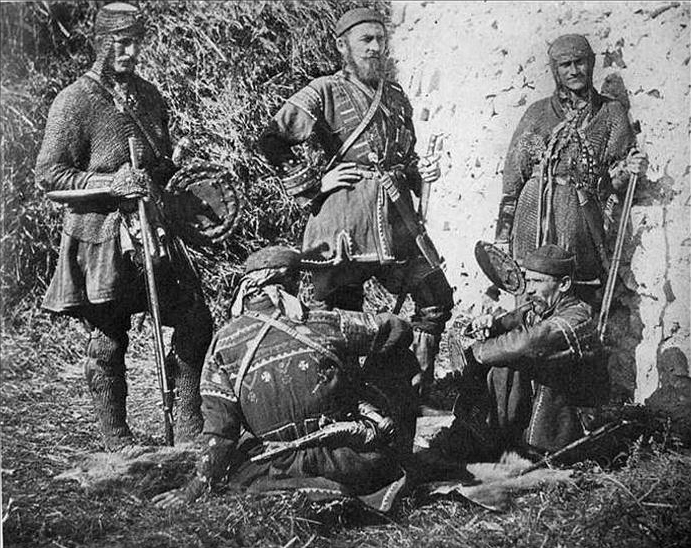
قبایل خوسورتی در گرجستان، حدود ۱۹۱۰
قره‌چای‌ها
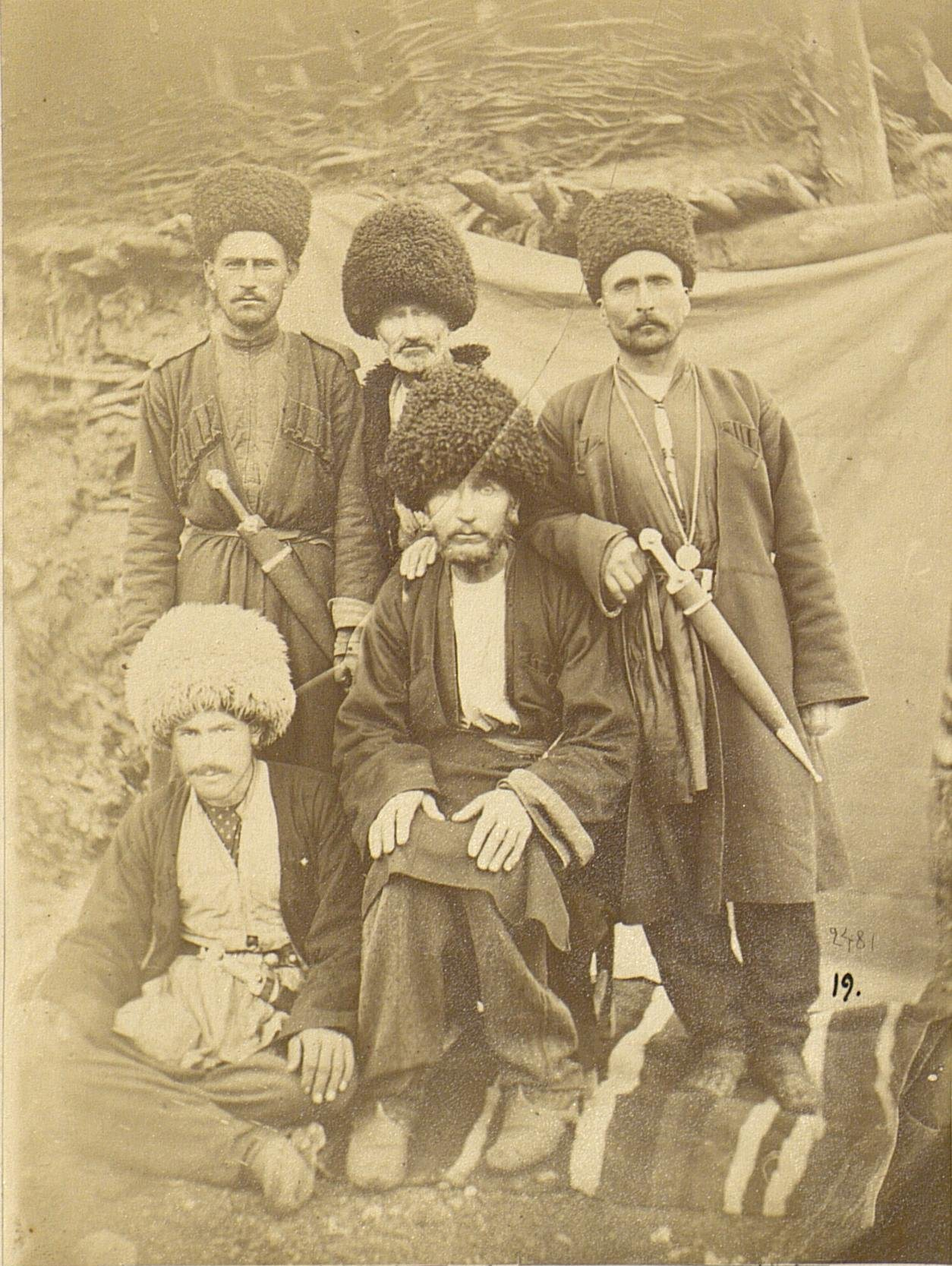
گروهی از مردان لزگی، ۱۸۸۰
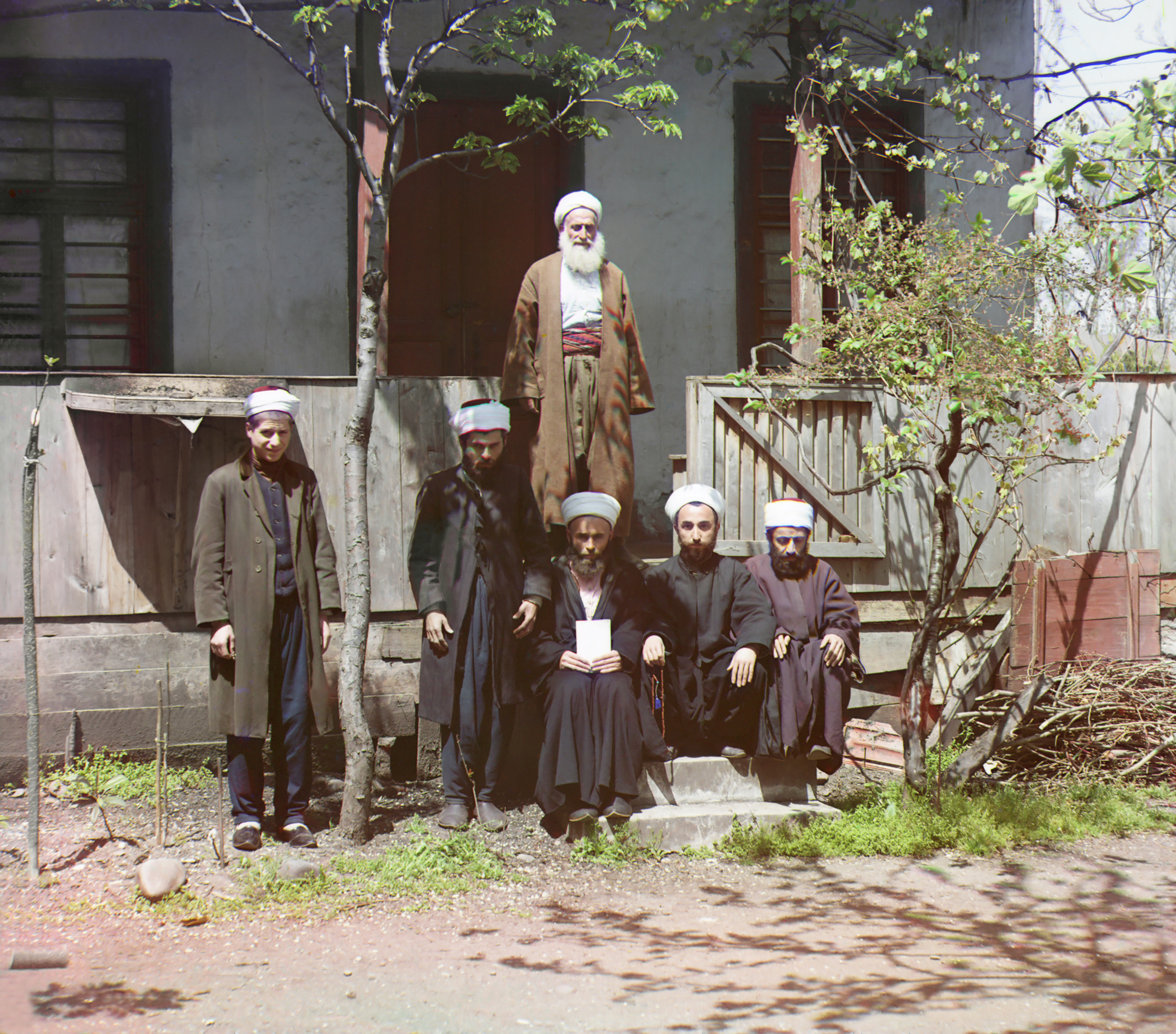
آخوندها در مسجد نزدیک باتومی، حدود ۱۹۱۰
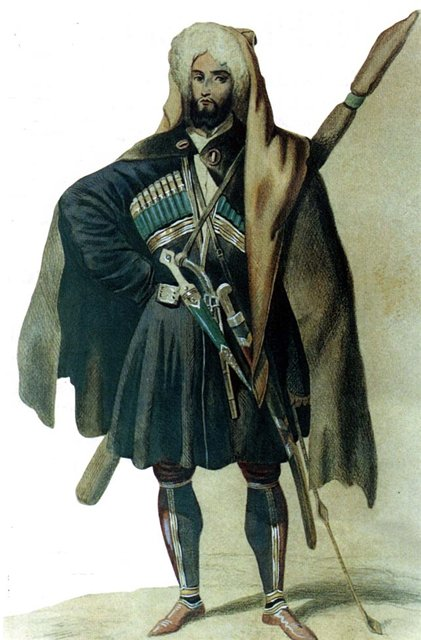
جنگجوی چرکس
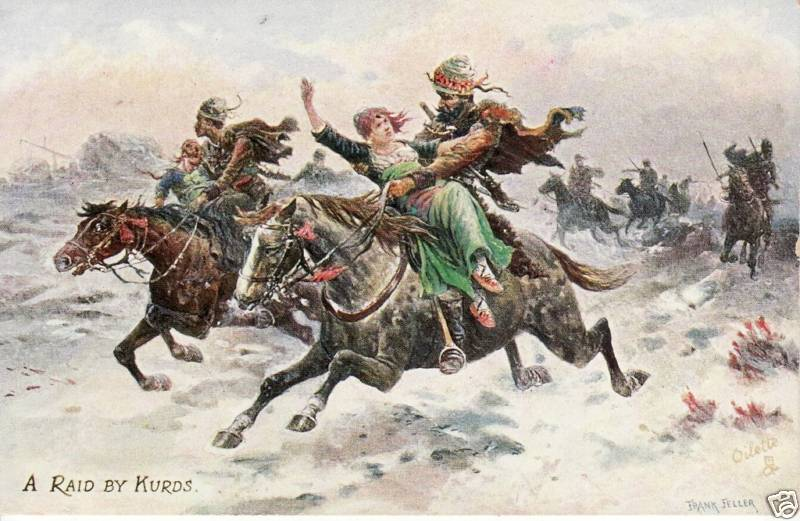
یورش توسط کردها
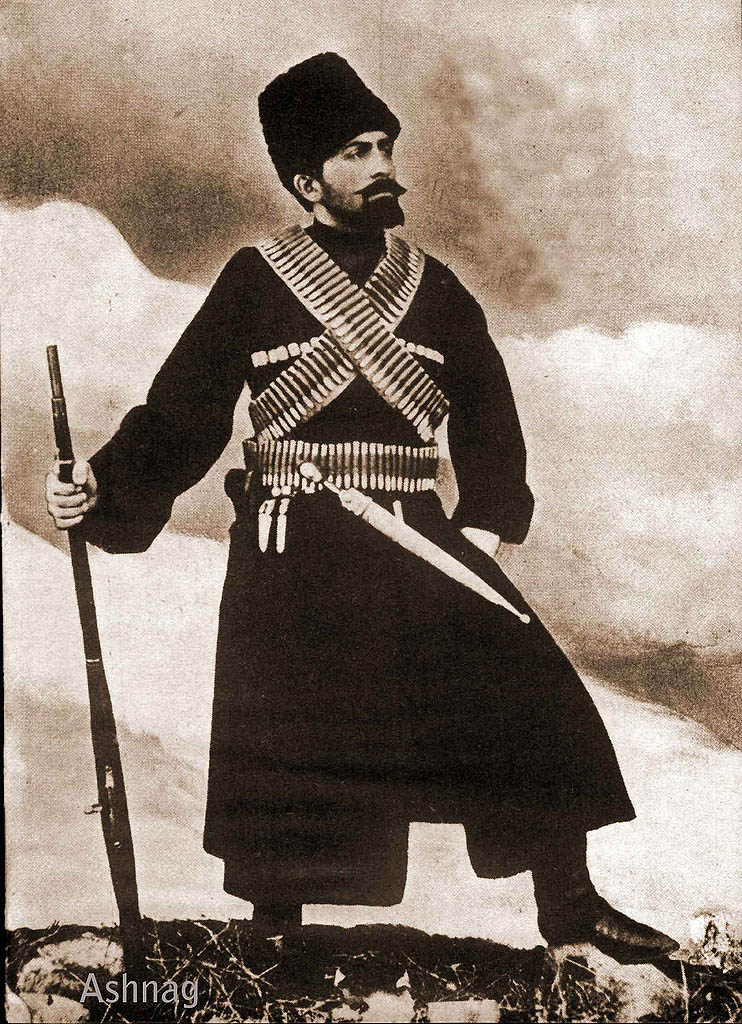
یک مرد ارمنی از شوشی، ناگورنو قره‌باغ، اوایل قرن بیستم
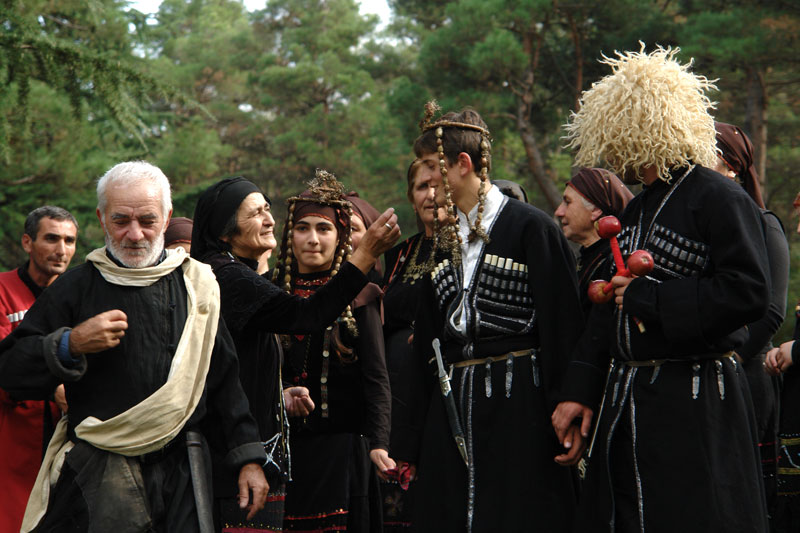
داماد در حال پوشیدن چوخا در یک مراسم عروسی توشتی
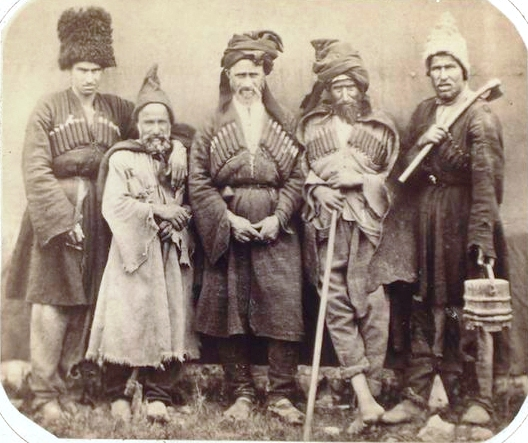
مردم جک
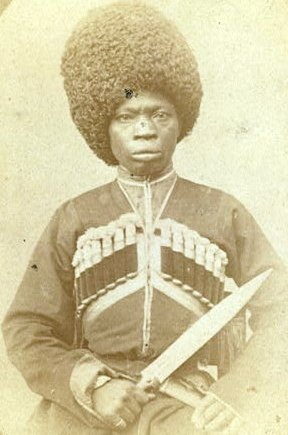
سیاه‌پوستان آبخازی
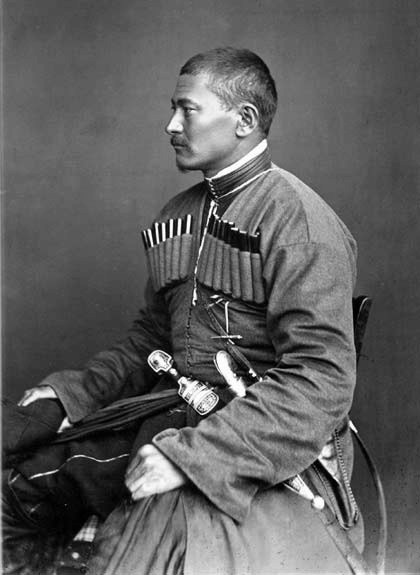
یک نوقایی (قفقازی زردپوست)
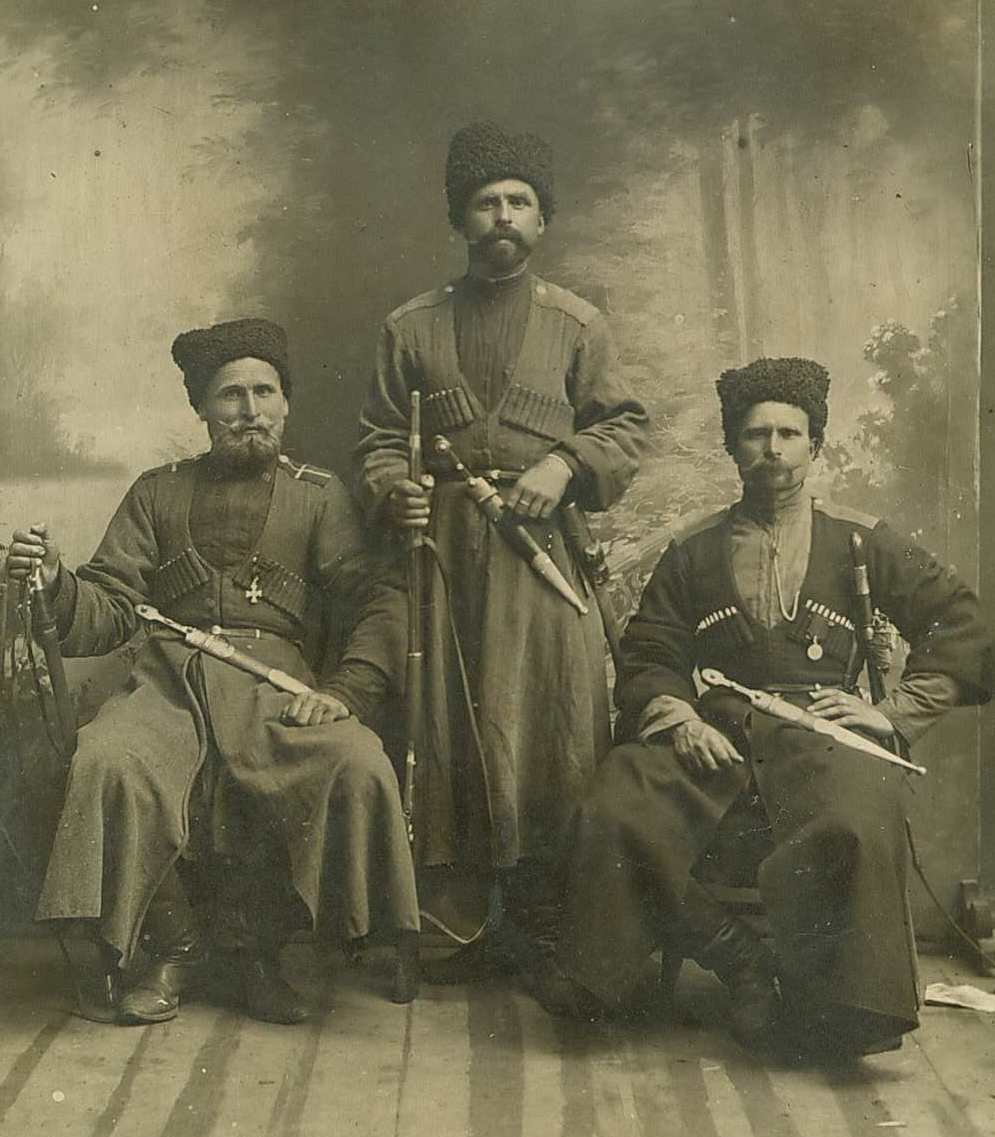
قزاق‌های کوبان، ۱۹۱۵